# Owen Thompson

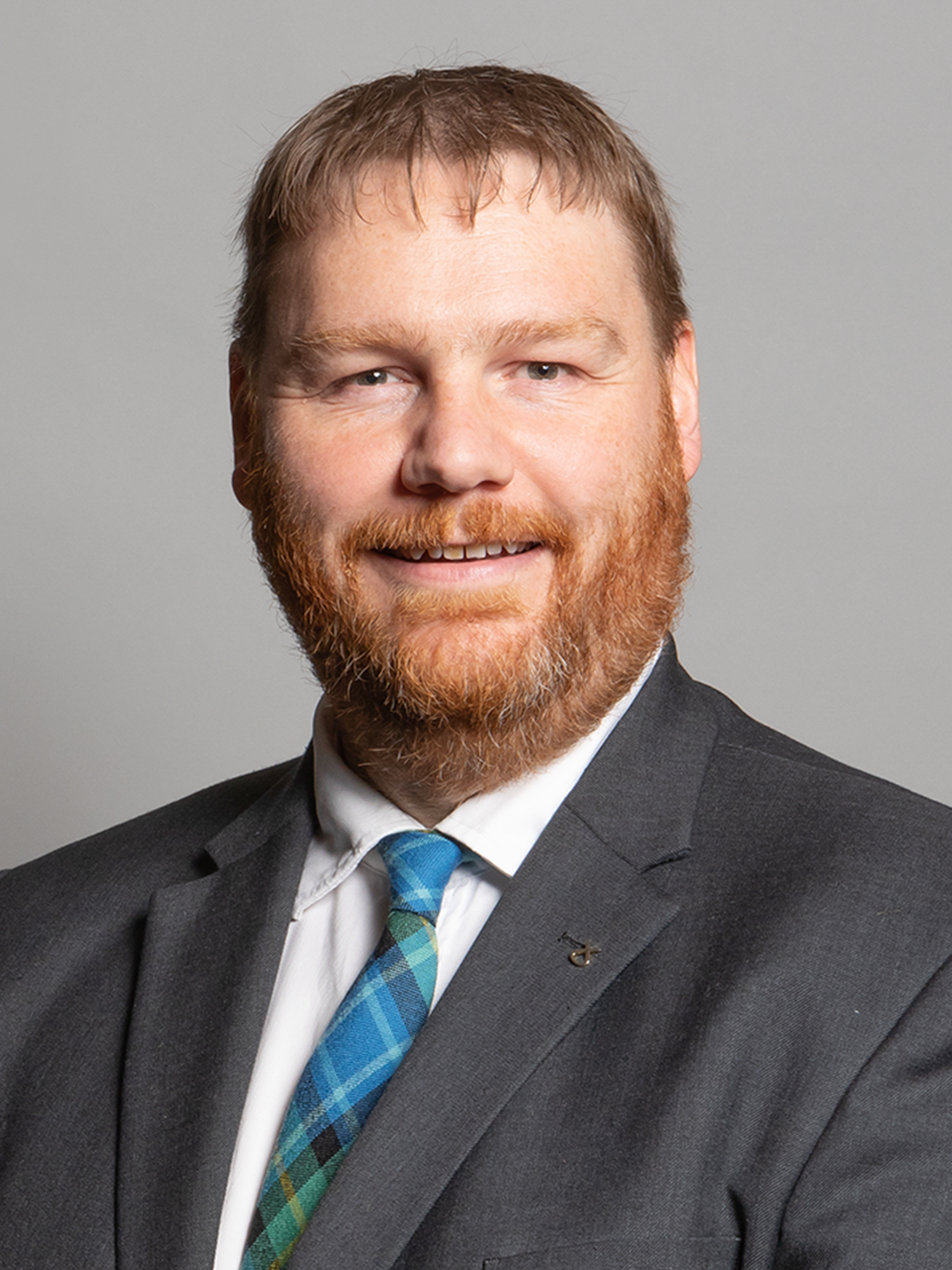
Owen Thompson

Owen George Thompson (* 17. März 1978) ist ein britischer Politiker der Scottish National Party (SNP).

## Leben
1985 nahm Thompsons Vater eine Pfarrstelle in Loanhead in Midlothian an und die Familie zog in diese Ortschaft. Mit Ausnahme weniger Jahre in Rosewell lebte Thompson ab diesem Jahr stets in Loanhead. Er besuchte die Paradykes Primary School sowie die Beeslack High School. Anschließend studierte er Finanz- und Rechnungswesen an der Edinburgh Napier University und schloss als Bachelor ab. In seiner Freizeit betätigt sich Thompson sportlich und besitzt einen brauen Gürtel im Kickboxen.

## Politischer Werdegang
Im Jahre 2005 wurde Thompson im Rahmen einer Nachwahl für die SNP für den Bezirk Loanhead in den Regionalrat von Midlothian gewählt. Zum Wahlzeitpunkt war er das jüngste Ratsmitglied Schottlands. Bei den britischen Unterhauswahlen 2015 bewarb sich Thompson für die SNP um das Mandat seines Heimatwahlkreises Midlothian. Er beerbte damit seinen Parteikollegen Colin Beattie, der bei den beiden vorangegangenen Wahlen kein Mandat erringen konnte. Der amtierende Labour-Politiker David Hamilton, welcher den Wahlkreis seit 2001 im britischen Unterhaus vertrat, trat zu diesen Wahlen nicht mehr an. Mit den massiven Stimmgewinnen der SNP bei diesen Wahlen gewann Thompson mit 50,6 % die Stimmmehrheit und zog in der Folge erstmals in das House of Commons ein. Im Parlament war Thompson Mitglied des Committee of Selection. Mit Stimmverlusten verlor Thompson bei den vorgezogenen Unterhauswahlen 2017 sein Mandat an die Labour-Kandidatin Danielle Rowley und schied in der Folge aus dem House of Commons aus. Bei der Unterhauswahl 2019 eroberte er den Wahlkreis zurück.